# Filip Ivanow
Filip Ivanow (tiếng Belarus: Філіп Иваноў; tiếng Nga: Филипп Иванов; sinh 21 tháng 7 năm 1990) là một cầu thủ bóng đá Belarus hiện tại thi đấu cho Dinamo Minsk.

## Danh hiệu
Shakhtyor Soligorsk
- Vô địch Cúp bóng đá Belarus: 2013–14